# Battaglia di Hampton Roads

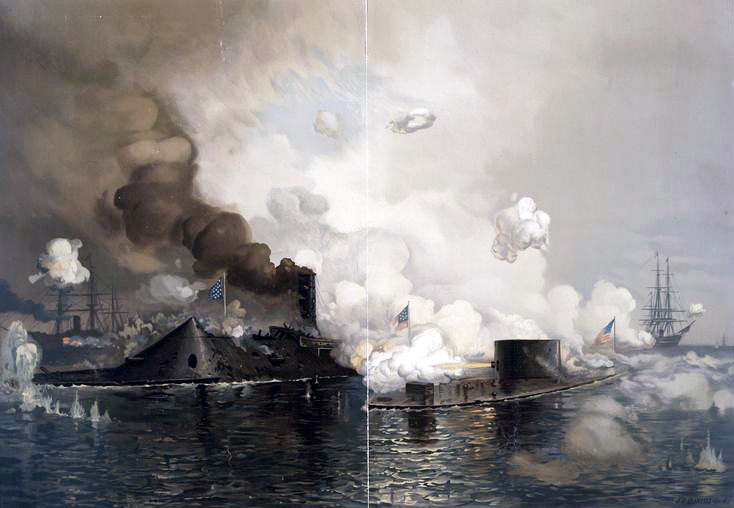
Rappresentazione artistica dello scontro tra le due navi corazzate

La battaglia di Hampton Roads, spesso detta battaglia di Monitor e Merrimack (o Merrimac), fu la più celebre ed importante battaglia navale della guerra di secessione americana dal punto di vista dello sviluppo della marina militare. Fu combattuta in due giorni, dall'8 al 9 marzo 1862, ad Hampton Roads, in Virginia, dove i fiumi Elizabeth e Nansemond confluiscono nel James appena prima che questo si immetta nella Chesapeake Bay. La battaglia fu una parte degli sforzi dei Confederati per rompere il blocco navale messo in atto dall'Unione, che aveva tagliato fuori le più grandi città della Virginia (Norfolk e Richmond) dal commercio internazionale.
Il significato più importante della battaglia fu che essa rappresentò il primo scontro navale fra navi con corazzatura e propulsione a vapore. La flotta dei Confederati era costituita dalla CSS Virginia e numerosi altri mezzi navali di supporto. Nel primo giorno della battaglia, essi si erano opposti a navi convenzionali di legno della marina dell'Unione. Quel giorno, la Virginia distrusse due navi della flottiglia dell'Unione e ne danneggiò una terza, la USS Minnesota, che si arenò su una secca. L'azione venne bloccata dall'oscurità e dalla discesa della marea, e la Virginia si dovette ritirare per curare i suoi pochi feriti, fra i quali vi era il suo comandante Franklin Buchanan e per riparare i piccoli danni subiti in battaglia.
Determinato a terminare la distruzione della Minnesota, Catesby ap Roger Jones, comandante facente funzioni in assenza di Buchanan, ritornò la successiva mattina del 9 marzo. Durante la notte, comunque, era giunta la nave a vapore USS Monitor ed aveva preso posizione in difesa della Minnesota. All'arrivo della Virginia, la Monitor la intercettò. Le due navi si bombardarono a vicenda per circa tre ore, senza che una delle due fosse capace di infliggere danni significativi all'avversaria. Il duello terminò senza vincitori né vinti. La Virginia tornò alla sua base nel Gosport Navy Yard (il Cantiere Navale di Gosport) per riparazioni e la Monitor alla propria scortando la Minnesota disincagliata. Le navi non combatterono oltre, ed il blocco rimase in vigore.
La battaglia fu seguita con interesse da tutto il mondo, ed ebbe effetti immediati su tutte le navi. Le più grandi potenze navali, la Gran Bretagna e la Francia, sospesero la costruzione di navi di legno e presto vennero imitate dagli altri stati. Esse produssero dei nuovi tipi di navi da guerra, i "monitor", basate sui principi dell'originale. L'uso di un piccolo numero di cannoni molto potenti, montati in modo che potessero sparare in tutte le direzioni, dimostrato per la prima volta dalla Monitor, divenne presto uno "standard" nelle navi da guerra di ogni tipo. I costruttori navali incorporarono anche arieti nei disegni di carene di navi da guerra per il resto del secolo, seguendo l'esempio indicato dalla "CSS Virginia".

## Preliminari: il blocco a Norfolk

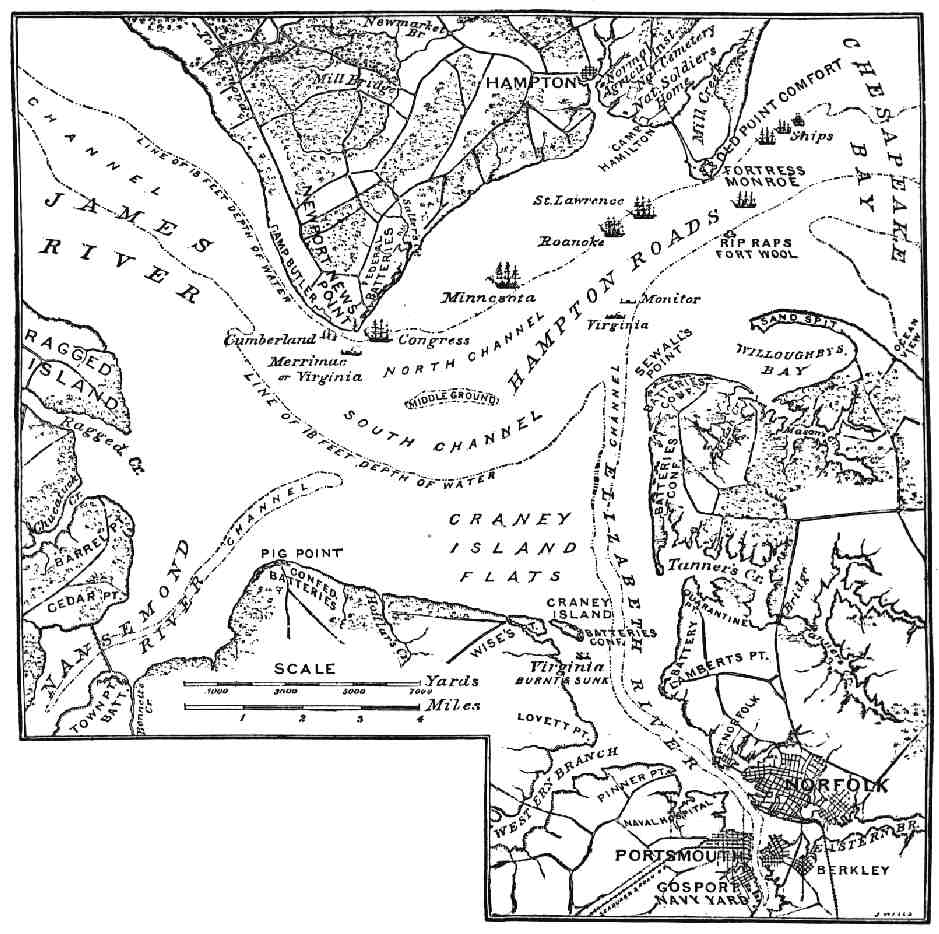
Mappa degli eventi della battaglia di Hampton Roads.

Il 19 aprile 1861, subito dopo la fine delle ostilità nel Charleston Harbor, il presidente Abraham Lincoln proclamò il blocco di tutti i porti degli Stati che avevano dichiarato la secessione. Il 27 aprile, dopo Virginia e Nord Carolina, che avevano comunicato la loro secessione, ebbero bloccati i loro porti. Anche prima che le truppe locali conquistassero Norfolk e minacciassero il Gosport Navy Yard, il comandante Charles S. McCauley, sebbene fedele all'Unione, fu immobilizzato dai pareri espressi dai suoi ufficiali subordinati, la maggior parte dei quali era in favore della secessione. Anche se aveva ricevuto ordini dal ministro della marina Gideon Welles di dirigere le navi verso i porti del nord, egli rifiutò di agire fino al 20 aprile, quando diede ordine alle navi di lasciare la base e distruggere le installazioni. Nove navi andarono in fiamme, e fra esse la fregata USS Merrimack. Una (la vecchia fregata  Cumberland ) fu rimorchiata e portata via con successo. La Merrimack bruciò solo fino alla linea di galleggiamento, comunque, ed i suoi motori rimasero pressoché intatti. La distruzione della base fu pressoché nulla ed in particolare il grande bacino di carenaggio rimase pressoché integro e fu presto rimesso in efficienza. Senza sparare un colpo, i secessionisti avevano conquistato al Sud la più grande base navale, oltre che la chiglia ed i motori di quella che all'epoca era la più famosa nave da guerra del mondo. Avevano preso inoltre un migliaio di cannoni pesanti e una grande quantità di polvere da sparo.
Con Norfolk e la sua base navale, i Confederati controllarono il sud di Hampton Roads. Per prevenire l'attacco di navi dell'Unione, installarono batterie a Sewell's Point e Craney Island, alla giunzione dell'Elizabeth River con il James. (vedi mappa) e mantennero il possesso di Fort Monroe, a Old Point Comfort nella Peninsula. Essi avevano anche preso una piccola isola artificiale nota come Rip Raps, nel canale di fronte a Fort Monroe, e su di essa costruirono un altro forte, chiamato Fort Wool. Con Fort Monroe giunse il controllo della bassa penisola e di Newport News.
Forts Monroe e Wool diedero alle forze dell'Unione il controllo dell'ingresso di Hampton Roads. Il blocco, iniziò il 30 aprile 1861, tagliando fuori Norfolk e Richmond quasi completamente. Anche dopo il blocco, la marina dell'Unione lasciò alcune delle sue più potenti unità nella rada. Li, esse erano sotto lo scudo difensivo delle batterie disposte a terra a Fort Monroe e delle batterie di Hampton e Newport News e fuori dalla portata dei cannoni di Sewell's Point e Craney Island. Per la maggior parte del primo anno di guerra, la Confederazione poté far poco per opporsi a questa situazione.

## Nascita delle navi a vapore
Quando la propulsione a vapore venne applicata alle navi da guerra, i costruttori navali rividero le loro opinioni anche sull'armamento delle navi. Erano stati fatti esperimenti durante la guerra di Crimea, appena prima della guerra di secessione, ed inglesi e francesi avevano già costruito navi di quel genere e stavano costruendone delle altre. Nel 1860, la marina francese commissionò la nave da battaglia La Gloire, la prima nave a vapore da guerra capace di navigare negli oceani. La Gran Bretagna seguì l'anno dopo HMS Warrior. L'uso della corazza rimase controverso, comunque, e la marina degli Stati Uniti fu riluttante ad abbracciare la nuova tecnologia.

### CSSVirginia

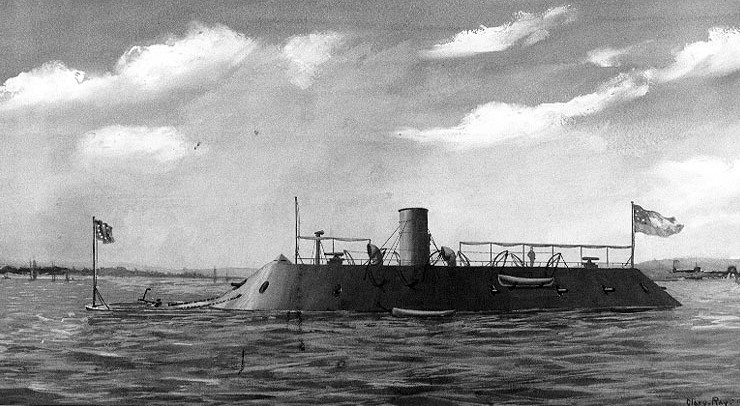
CSS Virginia (ex-USS Merrimack)

Quando scoppiò la guerra di secessione, il ministro della marina Confederato Stephen R. Mallory era entusiasta del vantaggio delle navi con carena corazzata. Egli disse che la Confederazione non pensava di competere con il Nord sul numero di navi da guerra ma aveva in programma di costruire navi che fossero individualmente superiori a quelle dell'Unione. La differenza doveva essere la corazza dello scafo. Mallory radunò un numero di persone che fossero capaci di mettere in pratica il suo convincimento, e fra questi John M. Brooke, John L. Porter, e William P. Williamson.
Quando gli uomini di Mallory cercarono al Sud delle fabbriche per costruire motori che potessero spingere delle navi così pesanti, non trovarono subito le strutture adatte. Nella migliore delle ipotesi, il Tredegar di Richmond, avrebbe impiegato almeno un anno. Nell'apprendere ciò, Williamson suggerì di recuperare i motori dalla carcassa della pirofregata Merrimack, recentemente recuperata dall'Elizabeth River perché bruciata fino al galleggiamento con altre otto navi dai nordisti all'atto dell'evacuazione della base. I suoi colleghi accettarono prontamente il suo suggerimento e lo svilupparono, proponendo che il disegno del loro progetto venisse adattato alla chiglia della nave. Porter produsse i piani riveduti che furono sottoposti a Mallory per l'approvazione.
L'11 luglio 1861, i nuovi disegni vennero approvati, ed i lavori ebbero inizio quasi subito. Il relitto venne trasportato nel bacino che l'Unione non era riuscita a distruggere. Durante il susseguente processo di riconversione, i piani vennero ulteriormente modificati per montare un ariete di ghisa, del peso di 680 kg (1500 lb), che sporgeva dalla prua della nave di 60 cm permettendo di utilizzare la nave stessa come arma mortale. Le sue prerogative offensive, oltre all'ariete, consistevano in dieci cannoni da 229 mm Dahlgren (dal nome del generale unionista che aveva progettato questa specifica tipologia), due da 163 mm e due da 178 mm Brooke. In realtà i pezzi rigati di tipo Dahlgren erano dei vecchi pezzi ad anima liscia cui erano state praticate le rigature per l'occasione
L'armatura della chiglia era in origine di 25 mm di spessore e venne sostituita da un doppio strato di 25 mm ognuno, steso su di un'armatura di ferro e legno di pino di 61 cm di spessore. La corazza venne forata per contenere 14 cannoni: quattro per ognuna delle due fiancate, tre a prua e tre a poppa. La ristrutturazione, per via dei problemi dei trasporti carenti degli Stati del sud, subì dei ritardi e la nave venne varata soltanto nel febbraio 1862, con il nuovo nome di CSS Virginia.
Poiché mancavano esperti marinai per l'equipaggio, il comandante Buchanan reclutò 320 volontari tra il personale dell'esercito, artiglieri e fanti, che si trovava a Richmond, e nominò un tenente colonnello di artiglieria, J.T. Woods, facente funzione di tenente di vascello.
Durante l'avvicinamento alle navi unioniste, sebbene inizialmente avesse annunciato soltanto una crociera di prova, Buchanan annunciò all'equipaggio:

### USSMonitor

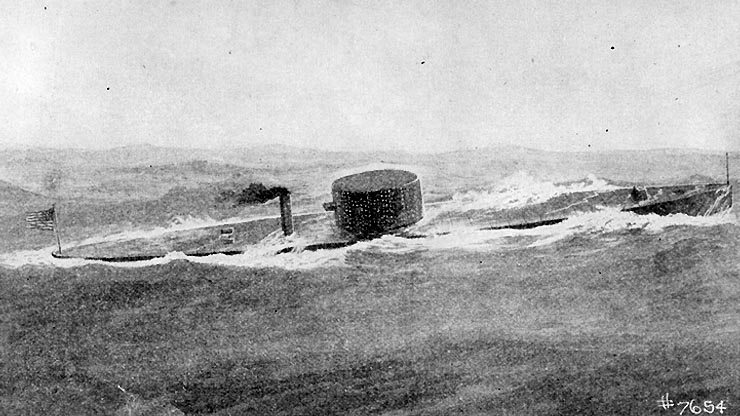
USS Monitor

Il ministro della marina dell'Unione Gideon Welles attendeva la riunione del Congresso per chiedere l'autorizzazione a costruire navi corazzate; il Congresso diede l'autorizzazione il 3 agosto 1861. Welles nominò una commissione, che fu nota come Ironclad Board, di tre ufficiali navali anziani per scegliere fra molti disegni che erano stati sottoposti per la scelta. I tre erano i comandanti Joseph Smith, Hiram Paulding, e Charles Henry Davis. La commissione esaminò 17 disegni, e ne scelse tre. Ad integrare i tre progetti, anche se in maniera molto diversa dal disegno originale, fu l'ingegnere svedese ed inventore John Ericsson, il progettista del USS Monitor. Le altre due navi furono la quasi convenzionale New Ironsides e la sperimentale Galena..
Il Monitor di Ericsson, che venne costruito all'Ericsson's yard sull'East River a Greenpoint, incorporava molte innovazioni, la più significativa delle quali era nella corazza e nell'armamento. Invece di un grande numero di cannoni di piccolo calibro, che avevano caratterizzato la costruzione delle navi in passato, Ericsson optò per soli due cannoni Dahlgren di grosso calibro; pensò di utilizzare cannoni da 305 mm, ma dovette ripiegare su quelli da 279 mm in quanto quelli più grandi non erano disponibili. Essi erano montati in una torretta cilindrica, del diametro di sei metri, alta 2,7 metri, coperta da un'armatura in ferro spessa 20 centimetri. L'intera torretta poteva ruotare su di un asse centrale ed era mossa da un motore a vapore controllato da un solo uomo. Una lacuna seria del progetto era la tolda di comando, una piccola struttura corazzata davanti alla torretta sul ponte principale. La sua presenza volle dire che i cannoni non potevano sparare in avanti, e che la stessa era isolata dalle altre attività sulla nave. Nonostante il ritardato inizio e le novità della costruzione, il Monitor venne completato alcuni giorni prima della nave avversaria  Virginia , ma la CSS Virginia venne messa in linea prima.

## Battaglia

### Comando
La catena di comando dei Confederati risultò anomala. Il comandante Catesby ap R. Jones, che aveva diretto la maggior parte della conversione da Merrimack a Virginia, provò disappunto nell'apprendere che non era stato nominato comandante della nave. Jones venne imbarcato sulla nave ma soltanto con la funzione di primo ufficiale. Secondo le procedure della marina militare dei Confederati, il comandante doveva essere scelto secondo una rigida gerarchia. Il ministro Mallory scelse l'aggressivo Franklin Buchanan, anche se almeno altri due comandanti avevano delle prerogative di anzianità per essere immessi nel comando della nave. Mallory scavalcò dette credenziali nominando Buchanan, capo dell'Office of Orders and Detail, ufficiale di bandiera in carica nella difesa di Norfolk e del fiume James. Così, poteva controllare i movimenti del Virginia. Tecnicamente, pertanto, la nave andò in battaglia senza un vero e proprio comandante.
Nel campo avverso, il comando venne affidato all'ufficiale di bandiera Louis M. Goldsborough. Lui aveva concepito un piano per le sue fregate, per impegnare il Virginia, sperando di intrappolarla nel loro fuoco incrociato. Nel corso degli eventi, il suo piano venne meno quando quattro delle navi si insabbiarono (una delle quali intenzionalmente) nelle acque della rada. Il giorno della battaglia, Goldsborough era assente in quanto stava cooperando all'operazione Burnside Expedition in Nord Carolina. In sua assenza, gli subentrò il suo secondo in comando, capitano John Marston della USS Roanoke. Poiché la Roanoke era una delle navi che erano finite in secca, Marston non fu in grado di influenzare la battaglia, e la sua partecipazione è spesso non considerata. Molti enfatizzano che il comandante del Monitor, John L. Worden non venne aiutato dagli altri.

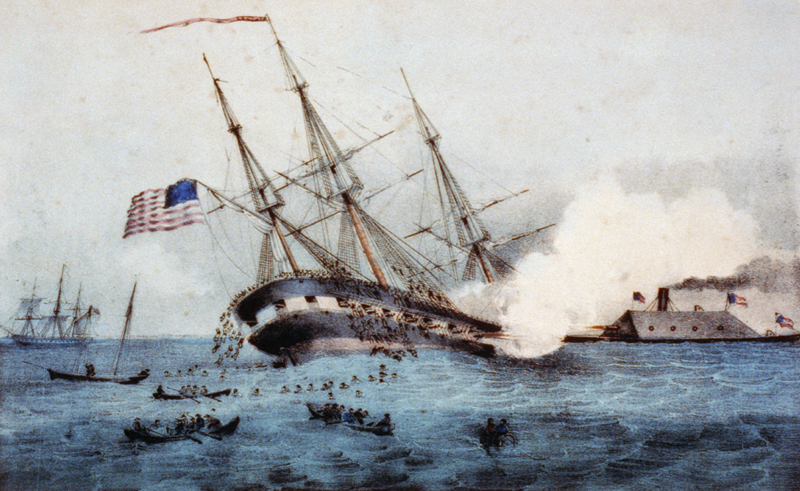
Affondamento del Cumberland ad opera del Virginia.

### Primo giorno: laVirginiasfoga la sua potenza sulle navi in legno dell'Unione
La battaglia ebbe inizio quando la grande ed ingombrante CSS Virginia giunse ad Hampton Roads nella mattina dell'8 marzo 1862. Il capitano Buchanan aveva tentato di tranquillizzare il suo equipaggio dicendo che si trattava di un viaggio di rodaggio, ma la maggior parte dell'equipaggio era consapevole che egli era intenzionato ad attaccare qualora fosse stato possibile. La Virginia era accompagnata, nell'ormeggio nell'Elizabeth River, dalla Raleigh e Beaufort, e venne raggiunta ad Hampton Roads dallo squadrone del fiume James, Patrick Henry, Jamestown e Teaser. Quando ebbero passato le batterie dell'Unione a Newport News, il Patrick Henry venne temporaneamente bloccato da un colpo alla caldaia che uccise quattro membri dell'equipaggio. Dopo la riparazione, raggiunse le altre unità della flotta.
In quell'epoca, la marina dell'Unione aveva cinque navi in rada (vedi mappa), oltre a diverse imbarcazioni di supporto. Le fregate USS Cumberland e Congress erano ancorate nel canale vicino a Newport News. La fregata USS St. Lawrence e le fregate a vapore USS Roanoke e USS Minnesota erano vicine a Fort Monroe. Le altre tre si mossero non appena videro la Virginia avvicinarsi, ma finirono presto tutte per arenarsi nelle secche della rada. St. Lawrence e Roanoke non presero parte alla battaglia. La Roanoke rimase immobilizzata per la rottura dell'albero dell'elica.
La Virginia capeggiò lo squadrone dell'Unione. La battaglia ebbe inizio quando la nave dell'Unione Zouave sparò sul nemico che avanzava e la Beaufort rispose al fuoco. Queste scaramucce preliminari non ebbero però effetto alcuno. La Virginia non aprì il fuoco prima di avere a tiro la Cumberland colpendo in particolare il cannone girevole da 252 mm (10 ") posto a prua ed uccidendone i serventi. Le bordate di risposta della Cumberland con i suoi pezzi da 178 mm e della Congress rimbalzarono sulla corazza della nave senza penetrare. La Virginia manovrò per speronare e colpì a 5 nodi e mezzo la Cumberland sotto la linea di galleggiamento ed essa affondò rapidamente, "lottando gagliardamente fino a quando i suoi cannoni erano a pelo d'acqua", secondo Buchanan. 121 marinai affondarono con essa; con i feriti, il totale delle perdite toccò i 150 uomini.
Lo speronamento della Cumberland portò quasi all'affondamento del Virginia. L'ariete della sua prua si conficcò nella carena della nave nemica, ed appena la Cumberland cominciò ad affondare, trascinò con sé il Virginia il cui ariete era rimasto incastrato nella fiancata della Cumberland nonostante l'ordine di indietro tutta dato poco prima dell'impatto. Per fortuna l'ariete si ruppe ed il Virginia evitò l'affondamento. In ogni caso, dopo lo speronamento, la Virginia affiancò la Cumberland e vi fu uno scambio di bordate tra le batterie delle due navi, che portò alla nave confederata solo tre cannoni distrutti dal fuoco a bruciapelo, il fumaiolo e le lance devastati.
Buchanan spostò poi il fuoco sul USS Congress. Visto quello che era successo al Cumberland, Joseph B. Smith, capitano del Congress, ordinò alla sua nave di incagliarsi in un basso fondale. Nello stesso tempo, lo James River Squadron, comandato da John Randolph Tucker, si era unito alla Virginia nell'attaccare il Congress. Dopo un'ora di combattimento impari, la Congress, molto danneggiata, si arrese al nemico. Smith, capitano della Congress, venne ucciso da un colpo alla testa, e la decisione di arrendersi venne presa dal suo primo ufficiale Austin Pendergrast. Mentre i sopravvissuti del Congress stavano per essere tratti in salvo, una batteria dell'Unione sulla spiaggia a nord aprì il fuoco sul Virginia. In ritorsione, Buchanan ordinò di sparare sulla Congress una bomba incendiaria. La Congress prese fuoco e bruciò per il resto del giorno. Intorno a mezzanotte, le fiamme giunsero alla polveriera e la nave saltò in aria sbriciolandosi. Centodieci marinai morirono o risultarono dispersi. Altri 26 rimasero feriti, dieci dei quali morirono nei giorni seguenti.
Anche se non aveva sofferto danni paragonabili a quelli inferti al nemico, il Virginia non era completamente indenne. Colpi ricevuti dal Cumberland, Congress, e dalle batterie dell'Unione dispiegate sulla riva del fiume, avevano seriamente danneggiato il fumaiolo e ridotto la velocità di crociera. Due dei cannoni erano fuori uso e molte piastre della corazza si erano allentate. Due uomini dell'equipaggio erano morti e molti altri furono feriti. Uno dei feriti era stato il capitano Buchanan la cui coscia sinistra era stata trapassata da un colpo di fucile.
Nel frattempo, il James River Squadron aveva volto la sua attenzione alla USS Minnesota che aveva lasciato Fort Monroe per congiungersi alla battaglia ed era finita in secca. Dopo che la Virginia aveva trattato la resa con il Congress, si unì al James River Squadron nonostante i danni riportati. A causa del suo notevole peso e della marea calante, la Virginia non fu immediatamente operativa e l'oscurità impedì al resto dello squadrone di puntare verso altri obbiettivi. L'attacco fu quindi sospeso e la Virginia si mosse con l'obbiettivo di ritornare il giorno seguente per continuare la sua azione. Si ritirò nella sicurezza delle acque controllate dai Confederati di Sewell's Point per la notte.

### Secondo giorno:MonitorcontroVirginia

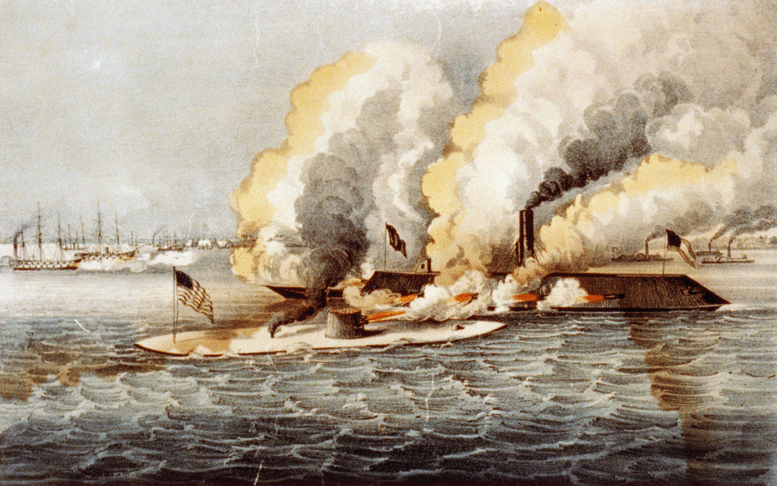
Navi a vapore in battaglia di Currier and Ives

Entrambe le parti utilizzarono la tregua per prepararsi per il giorno dopo. La Virginia sbarcò i suoi feriti e subì delle brevi riparazioni. Il capitano Buchanan era fra i feriti, così il comando per il giorno successivo passò al suo secondo, Catesby ap Roger Jones. Jones provò ad essere non meno aggressivo del suo comandante. Mentre la Virginia stava per essere preparata per la ripresa della battaglia, e mentre il Congress stava ancora bruciando, l'USS Monitor, comandato da John L. Worden, arrivò ad Hampton Roads. Le navi a vapore dell'Unione erano passate velocemente da Hampton Roads nella speranza di proteggere la flotta e precedere il Virginia evitando il bombardamento delle proprie città sulla costa. Il capitano Worden venne informato che il suo compito più importante era la protezione della Minnesota e così il Monitor si affiancò alla nave incagliata ed attese gli eventi.
La mattina seguente, all'alba del 9 marzo 1862, la Virginia lasciò il suo ormeggio a Sewell's Point e si mosse all'attacco della Minnesota, ancora in secca. Venne seguita dalle tre navi del James River Squadron. Trovarono la strada sbarrata dal nuovo arrivato Monitor. In un primo momento, Jones ignorò la strana nave che si era profilata davanti a lui, non rendendosi conto della natura del suo avversario. Presto, comunque, si rese conto di non aver scelte e che era necessario ingaggiare battaglia.

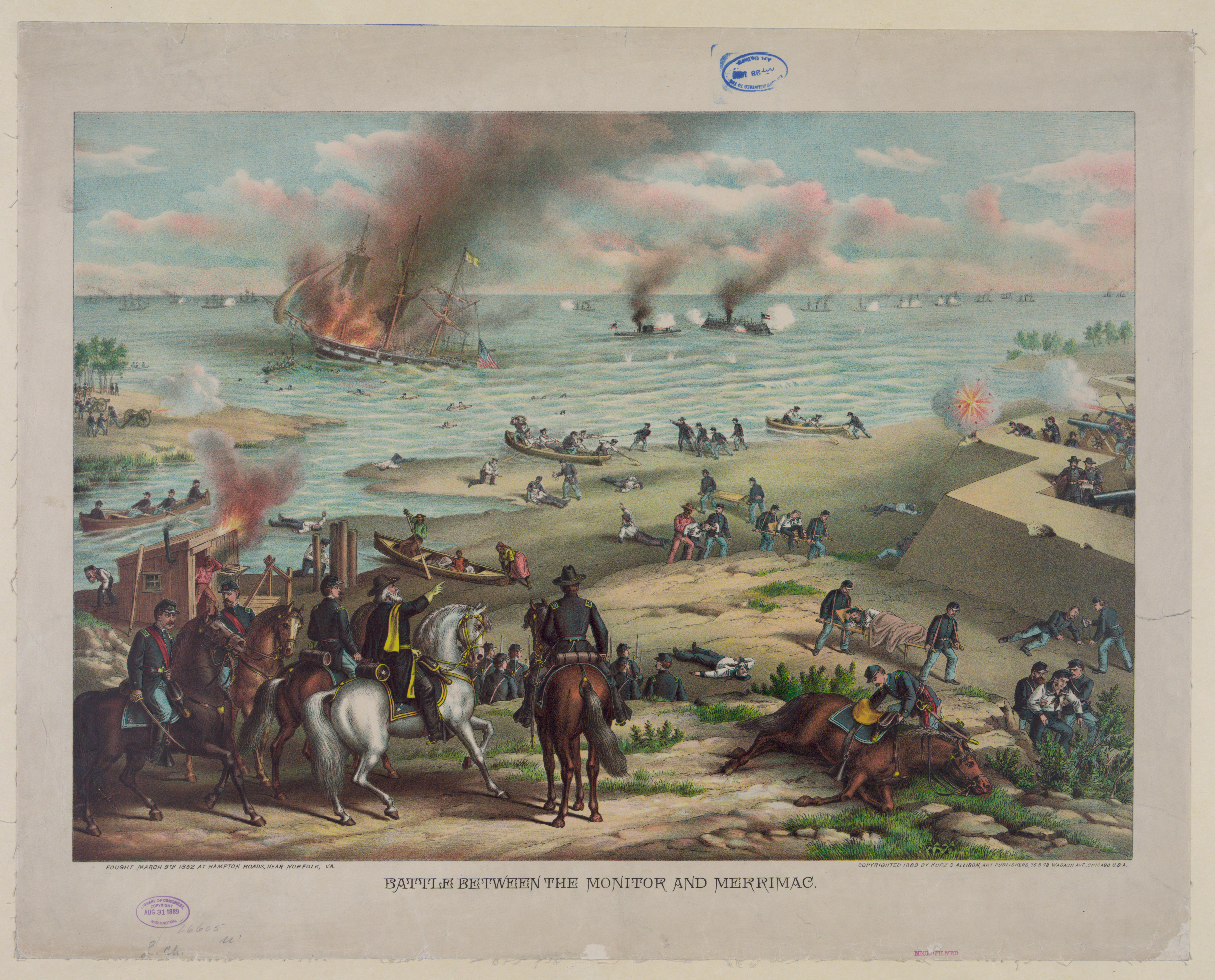
Battaglia tra Monitor e Merrimac, stampa pubblicata da Kurz and allison (1889)

Dopo ore di cannoneggiamento, quasi sempre a breve distanza, nessuno era riuscito a sconfiggere l'altro. Le corazze delle due navi si erano dimostrate efficienti. In parte, questo accadde in quanto entrambe le parti avevano lamentato delle inefficienze. Buchanan, sul Virginia, non si aspettava di dover fronteggiare una nave corazzata, e pertanto i suoi cannoni non erano equipaggiati con proiettili adeguati, di tipo perforante. Il capitano Worden, sul Monitor, insistette nell'aderire alle disposizioni dello Stato Maggiore che prescrivevano di limitare il caricamento dei potenti cannoni Dahlgren da 11" con la metà della polvere da sparo. La prescrizione però non era ingiustificata visto che un pezzo analogo, durante le prove, era esploso facendo varie vittime.
La battaglia finalmente cessò quando un colpo del Virginia andò a segno sulla plancia di comando e l'esplosione accecò temporaneamente Worden. Poiché il comandante non era in grado di dirigere la nave, il Monitor fu costretto a ripiegare. L'ufficiale in seconda Samuel Dana Greene, prese allora il comando e il Monitor ritornò in battaglia. Nel periodo di confusione di comando, comunque, l'equipaggio del Virginia credette che il suo avversario si stesse ritirando. D'altra parte il Minnesota era ancora in secca, e la marea calante lo poneva fuori portata. Inoltre la Virginia aveva sofferto dei danni che avrebbero richiesto una consistente riparazione. Convinto che la sua nave aveva vinto, Jones ordinò il ritorno a Norfolk. Nello stesso tempo, il Monitor ritornava scoprendo che la sua avversaria stava per abbandonare il campo di battaglia. Convinto che la Virginia stesse abbandonando il campo, Greene non ritenne di rischiare inutilmente la sua nave e diede ordine di proteggere la Minnesota. Così, ognuno interpretò male le mosse dell'avversario ed entrambi rivendicarono la vittoria.
Il ministro della marina dei Confederati Stephen Mallory scrisse al presidente Davis relativamente all'azione:
Sarà ricordato che il Virginia era una novità nell'architettura navale, completamente diversa da qualsiasi nave che mai sia stata a galla; che i suoi cannoni più pesanti erano una novità altrettanto grande in artiglieria; che la sua potenza e la risposta precisa del suo timone non erano state provate, ed i suoi ufficiali e l'equipaggio erano completamente estranei alla nuova nave; ed ancora, nonostante tutti questi svantaggi, il coraggio audace e l'abilità professionale dell'ammiraglio Buchanan e dei suoi uomini realizzarono la vittoria più straordinaria nel record degli annali della marina.»
A Washington, credettero così fortemente che il Monitor avesse sconfitto la Virginia, che Worden ed i suoi uomini vennero insigniti del Thanks of Congress:

## Chi vinse?
La rivendicazione di vittoria fatta nell'immediato da entrambe le parti in lotta era basata su una errata interpretazione, da entrambe le parti, di quanto accaduto alla fine della seconda giornata di combattimenti. Secondo gli storici attuali, la battaglia non ebbe dei vincitori, ma l'unico risultato memorabile fu il fatto che per la prima volta venne combattuta una battaglia navale fra mezzi a propulsione meccanica e dotati di corazza contro il fuoco avversario. Tutti ammettono che la flotta sudista inflisse più danni di quelli che ricevette, il che normalmente implicherebbe che avessero guadagnato una vittoria tattica. Comparata alle altre battaglie della guerra civile, la perdita di uomini e navi subita dall'Unione sarebbe stata considerata una sconfitta chiara. D'altra parte il blocco ai porti confederati non fu minacciato seriamente, così la battaglia intera può essere considerata un assalto andato a vuoto.
La valutazione dei risultati strategici è molto discussa. Il blocco venne mantenuto, e forse rafforzato, e la Virginia rimase imbottigliata a Hampton Roads; d'altra parte l'Unione era talmente superiore dal punto di vista navale che le forze lì impegnate non comportarono un indebolimento altrove. Poiché ai Confederati venne impedito l'uso di un'arma decisiva, alcuni hanno concluso che l'Unione avesse conseguito una vittoria strategica. I sostenitori dei Confederati replicano, comunque, sostenendo che la Virginia ebbe un significato militare più importante del blocco, che fu solo una piccola parte della guerra nelle acque della Virginia. La sua sola presenza fu sufficiente a chiudere il fiume James alle incursioni dell'Unione. Essa impose anche altre restrizioni ai Nordisti nella Campagna Peninsulare, dove operò l'esercito dell'Unione al comando del generale George B. McClellan, che si preoccupò che essa potesse interferire con le sue posizioni sul fiume York. Anche se le sue paure erano infondate, queste continuarono a condizionare i movimenti del suo esercito fino a quando la  Virginia  non fu distrutta.

## Impatto successivo sulla guerra navale
L'uso dello sperone nella battaglia lanciò una vera e propria moda nei progettisti navali dell'epoca, che lo incorporarono immediatamente nelle nuove navi, e questo fenomeno durò fino alla prima guerra mondiale, che vide le prime supercorazzate dell'epoca, la classe Queen Elizabeth, come ultimo esempio di navi dotate di sperone. In realtà lo sperone non fu mai impiegato in combattimento perché la sempre maggiore efficienza e potenza delle artiglierie avrebbe reso l'avvicinamento di una nave da battaglia ad un'altra per lo speronamento un bersaglio molto facile. L'unico caso fu la battaglia di Lissa nella quale altre due navi di legno corazzate con piastre di ferro si affrontarono, con la SMS Erzherzog Ferdinand Max che aprì uno squarcio mortale nella pirofregata Re d'Italia.

## Reperti
L'autore e ricercatore marino Clive Cussler condusse delle campagne di ricerca sul terreno dello scontro, ritrovando lo sperone lasciato dalla CSS Virginia nella USS Cumberland ed una serie di altri reperti, raccolti in un piccolo museo. La storia è narrata nel libro Cacciatori del mare.

## Nella cultura di massa
- Il film Hearts in Bondage (Republic Pictures, 1936), diretto da Lew Ayres, racconta la storia della costruzione della USS Monitor e la successiva battaglia di Hampton Roads.
- Un film-tv del 1991 prodotto dal canale televisivo statunitense TNT è stato incentrato sulla battaglia, col nome Ironclad.
- L'album The Monitor, il secondo album della band del New Jersey Titus Andronicus, finisce con un tributo di quattordici minuti alla battaglia ed è un concept album sulla guerra civile americana e sulla USS Monitor.
- Nel Canyonlands National Park, Utah, vi sono due colline isolate cui è stato dato il nome di Monitor e Merrimac (non Virginia). Vi è un punto panoramico con una placca che descrive il significato dei nomi.